# 창계서원 (전북)
창계서원(創溪書院)은 대한민국 전북특별자치도 장수군 장수읍에 있는 서원이다. 1984년 4월 1일 전라북도의 문화재자료 제36호로 지정되었다.
장수군에서 가장 오래된 서원으로 조선 숙종 21년(1695년)에 창건되었다가 고종 5년(1868년)에 대원군의 전국 서원철폐령에 따라 훼손되었다. 그 뒤 1958년에 이 지방 유림들이 복원하여 오늘에 이르고 있다.
현재 정면 3칸, 측면 2칸 맞배지붕의 창계사가 있으며, 창계사 바로 앞과 그 왼쪽에는 창계서원의 유지비가 세워져 있다. 한편 창계사 안에는 익성공 방촌 황희를 주벽으로 하여 열성공 나부 황수신, 뇌계 유호인, 송탄 장응두, 무명재 강백진 등의 위패를 모시고 있다.

## 참고자료
- 창계서원 - 국가유산청 국가유산포털